# Antonio Medina García
Antonio Medina García (Barcelona, 2 d'octubre de 1919 - 31 d'octubre de 2003) fou un jugador d'escacs i Àrbitre Internacional d'escacs català. Va obtenir el títol de Mestre Internacional (MI) el 1950. Va ser guardonat el 2004 (pòstumament) amb la Insígnia d'Or de la Federació Catalana d'Escacs. Va rebre també la distinció de Forjador de la Història Esportiva de Catalunya de la Generalitat
|  |

## Biografia
Va començar a jugar a escacs als catorze anys, però la Guerra Civil va interrompre la seva formació com a jugador. Un cop acabada, de seguida va començar a destacar, i va ser durant anys el millor jugador català, i el millor espanyol juntament amb el mallorquí (instal·lat a Barcelona) Artur Pomar. Els anys 1940 la seva progressió va ser ràpida. El 1942, amb només 23 anys, va guanyar la semifinal del Campionat d'Espanya, i va estar a punt de jugar contra Ramón Rey Ardid pel títol de campió nacional. El 1943 entaulà amb Paul Keres, un jugador de classe mundial. El 1944 guanyà el seu primer campionat d'Espanya, cosa que repetiria fins a un total de 7 ocasions. El 1945 a Gijón, va guanyar una partida al Campió mundial Aleksandr Alekhin.
Fou el segon tauler, rere Artur Pomar, de la selecció espanyola a l'històric Matx Radiofònic entre l'Argentina i Espanya de 1946.
Entre 1953 i 1962 va marxar a viure a Veneçuela, on va guanyar tres cops el campionat nacional, i va poder jugar el Zonal centreamericà i posteriorment l'Interzonal de 1955, dins el cicle pel campionat del món.

## Clubs catalans on va jugar
Medina ha estat jugador del Club d'escacs Barcelona, del Club d'escacs Ruy López-Paluzíe, del Club d'escacs Olot, i del Club d'escacs Vulcà (aquest darrer, fusionat amb el Barcelona l'any 1999).

## Resultats destacats en competició

### Campionats nacionals
Medina fou set cops Campió d'Espanya (1944, 1945, 1947, 1949, 1952, 1963, i 1964), i tres cops Campió de Catalunya (1947, 1949, i 1950). Va guanyar també tres cops el Campionat d'escacs de Veneçuela (1955, 1956 i 1958).

### Torneigs internacionals
El seu primer gran èxit en un torneig internacional fou a Gijón 1944, on hi fou segon, només rere el Campió del món Aleksandr Alekhin, a qui a més va guanyar en el seu enfrontament directe.
Medina va obtenir posteriorment nombroses victòries en torneigs internacionals: guanyà el 1946 a Cáceres, i a Sabadell; el mateix any fou tercer al fort Torneig Internacional de Barcelona, per darrere de Miguel Najdorf i Abe Yanofsky. El 1947 guanyà a Múrcia i a Melilla; el 1948 fou segon a Mar del Plata, el 1949 guanyà a Vic i a Burgos; el 1950 a Saragossa, Alacant, Berga, i Madrid; el 1952 a Lisboa, Tarragona, i Hastings B; el 1953 empatà als llocs 1r a 4t al Torneig principal de Hastings (amb Harry Golombek, Jonathan Penrose i Daniel Yanofsky); el 1954 guanyà el Torneig Zonal de Caracas, i fou posteriorment 19è al Torneig Interzonal de Goteborg 1955 (el campió fou David Bronstein). El 1962 va guanyar l'Obert dels Estats Units a San Antonio. El 1965 guanyà a Màlaga; el 1967 a Olot, i empatà al 2n-5è lloc a Amsterdam; el 1968 empatà als llocs 1r a 3r al Hoogovens "B" de Wijk aan Zee, amb 10/15 punts, i el 1970 guanyà a Berga.

### Olimpíades d'escacs
Medina va representar Espanya a sis Olimpíades d'escacs els anys 1964, 1966, 1968, 1970, 1972, i 1976.

### Àrbitre d'escacs
Medina obtingué el títol d'Àrbitre Internacional (AI) el 1974, i sobretot a partir de la dècada dels 1980 va arbitrar nombrosos esdeveniments de la màxima categoria mundial, com la Final de Candidats de 1989 entre Anatoli Kàrpov i Andrei Sokolov, una semifinal de candidats entre Vassili Smislov i Zoltán Ribli el 1983, l'Olimpíada d'escacs de 1988 a Salònica, i el Torneig de la Copa del Món de Barcelona 1989.

## Partida destacada
Medina – F.J. Pérez, Campionat d'Espanya, València, 1947. Obertura Ruy López, variant oberta.
1.e4 e5 2.Cf3 Cc6 3.Ab5 a6 4.Aa4 Cf6 5.0-0 Cxe4 6.d4 b5 7.Ab3 d5 8.dxe5 Ae6 9.c3 Ac5 10.Cbd2 0-0 11.Ac2 f5 12.Cb3 Ab6 13.Cfd4 Cxd4 14.Cxd4 De7 (dona avantatge a les blanques 14...Axd4 15.cxd4 f4 16.f3 Cg3 17.hxg3 fxg3 18.Dd3 Af5 19.Dxf5 Txf5 20.Axf5 Dh4 21.Ah3 Dxd4+ 22.Rh1 Dxe5 23.Ad2!) 15.f3! Cg5 16.Rh1 Cf7 17.Te1 Dd7 18.Ae3! Tab8 (no 18...Cxe5? 19.Cxe6 Dxe6 20.Axb6 cxb6 21.f4) 19.b4! Cd8 20.Ab3 c6 21.f4 De7 22.a4 Db7 23.Df3 Te8 24.Ta2 Cf7 25.Tea1 Ac8 26.axb5 cxb5 27.h3 Axd4 28.Axd4 Dd7 29.Tg1! Ch6 30.Ad1 De7 31.Dh5 Cf7 32.g4 De6 33.gxf5 Dxf5 34.Txg7+! Rf8 (o 34...Rxg7 35.e6+) 35.Tag2 1-0